# Sant’Andrea (Vercelli)

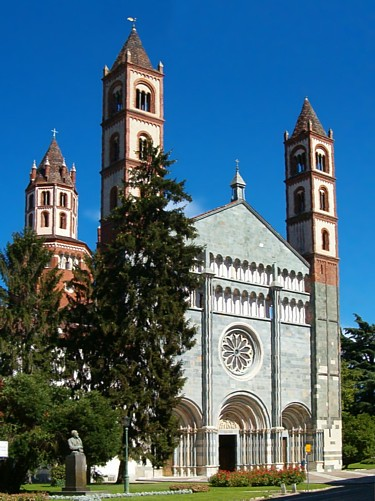
Basilika Sant’Andrea

Die Basilika Sant’Andrea ist eine römisch-katholische Kirche in Vercelli im Piemont, Italien. Die frühere Klosterkirche des Erzbistums Turin trägt den Titel einer Basilica minor. Die Basilika ist das bedeutendste Werk des romanisch-gotischen Übergangsstils in Oberitalien, in dem die lokale Romanik und die Neuerungen der Zisterzienser-Gotik nebeneinander bestehen. Sie wurde 1219 auf Veranlassung von Kardinal Guala Bicchieri begonnen und 1227 fertiggestellt. Der freistehende Campanile stammt aus dem 15. Jahrhundert.

## Geschichte

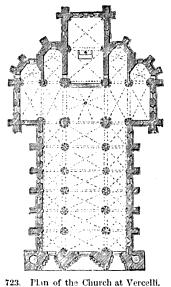
Grundriss der Basilika

Die Basilika wurde zwischen 1219 und 1227 auf Initiative von Kardinal Guala Bicchieri erbaut. Der Grundstein wurde am 19. Februar 1219 in Anwesenheit des Bischofs Ugone gelegt. Der Kardinal war vor kurzem aus England zurückgekehrt, wo er sich in seiner Funktion als päpstlicher Legat die Wertschätzung und Dankbarkeit König Heinrichs III. erworben hatte, so dass er als Belohnung die ewigen Renten der Abtei Saint Andrew´s in Chesterton, Cambridge, erhielt. Aufgrund der zur Verfügung stehenden finanziellen Mittel berief der Kardinal einige Kanoniker der Kongregation von St-Victor aus Paris nach Vercelli und übertrug ihnen die Verantwortung für die zu errichtende Abtei und das Pilgerhospital, mit dessen Bau 1224 begonnen wurde. Wahrscheinlich waren es diese Kanoniker und insbesondere der Abt Thomas Gallus – bereits Professor an der Universität von Paris –, die die in der Île-de-France entstandenen Neuerungen der gotischen Architektur nach Vercelli brachten.
Durch sein diplomatisches Geschick gelang es dem Kardinal in den folgenden Jahren, die Besitztümer der Abtei durch Schenkungen und Privilegien von Papst Honorius III. und Kaiser Friedrich II. zu schützen und zu vermehren (von ihm stammt das 1226 ausgestellte Schutzdiplom). Im Jahr 1227, dem Jahr der Fertigstellung der Basilika, starb Kardinal Bicchieri in Rom.
Es ist nicht bekannt, welcher Architekt die Basilika entworfen und die Arbeiten koordiniert hat, obwohl vermutet wird, dass Thomas Gallus als Kenner der französischen Gotik eine aktive Rolle spielte, während Argan zufolge der Architekt Benedetto Antelami gewesen sein könnte. Auf jeden Fall muss man neben der Arbeit von Architekten, die sich der zisterziensischen Vorbilder bewusst waren, auch die Intervention von Baumeistern vermuten, die mit der lombardisch-emilianischen romanischen Tradition verbunden waren, die stark präsent war.
Der architektonische Komplex der Abtei hat sein ursprüngliches Aussehen weitgehend bewahrt. Zu Beginn des 15. Jahrhunderts wurde ein neuer, abseits stehender Glockenturm auf der rechten Seite der Kirche gebaut, im gleichen Stil wie die beiden Glockentürme auf der Seite der Fassade. Im 16. Jahrhundert – als die Kanoniker von St-Victor bereits von den regulären Lateran-Kanonikern abgelöst worden waren – wurde der Kreuzgang des Klosters umgebaut, wobei die ursprünglichen kleinen, in Vierergruppen angeordneten Säulen erhalten blieben, die noch heute zu sehen sind.
Der Komplex hatte nicht nur durch die Abnutzung der Zeit, sondern auch durch einige Kriegsereignisse, wie die spanische Belagerung von Vercelli im Jahr 1617, Schaden genommen. Im Jahr 1818 beauftragte die Kommission für die Restaurierung des Komplexes Carlo Emanuele Arborio Mella mit der Durchführung der Arbeiten, die 1840 abgeschlossen wurden. Im Zuge dieser Restaurierungsarbeiten wurde das Scrinium (Wandersarg) des Kardinals Guala Bicchieri gefunden, das heute im Museum für Antike Kunst in Turin aufbewahrt wird. Weitere Restaurierungsarbeiten fanden 1927 und 1955 bis 1960 statt.

## Architektur
Der Grundriss der Basilika hat die Form eines lateinischen Kreuzes mit drei Längsschiffen, die jeweils aus sechs Jochen bestehen; die beiden Seitenschiffe sind in der Breite und Höhe schmaler als das Mittelschiff. Betrachtet man die Kirche von außen, so fällt auf, dass das rechte Seitenschiff von Strebepfeilern durchzogen ist, aus denen sich Schwibbögen (typische Elemente der gotischen Architektur) erheben, die sich an das Kirchenschiff anlehnen. Das fünfjochige Querschiff hat die gleiche Breite und Höhe wie das Mittelschiff. An ihrem Schnittpunkt erhebt sich ein hohes Tiburio mit achteckiger Basis, das von einem ebenfalls achteckigen Glockenturm überragt wird, der in einer pyramidenförmigen Backsteinspitze endet. Die Apsis hat einen für die Zisterzienser-Gotik typischen rechteckigen Grundriss; von außen wird sie von den polygonalen Apsiden von vier Kapellen flankiert, die sich zu den Armen des Querschiffs hin öffnen.

## Fassade

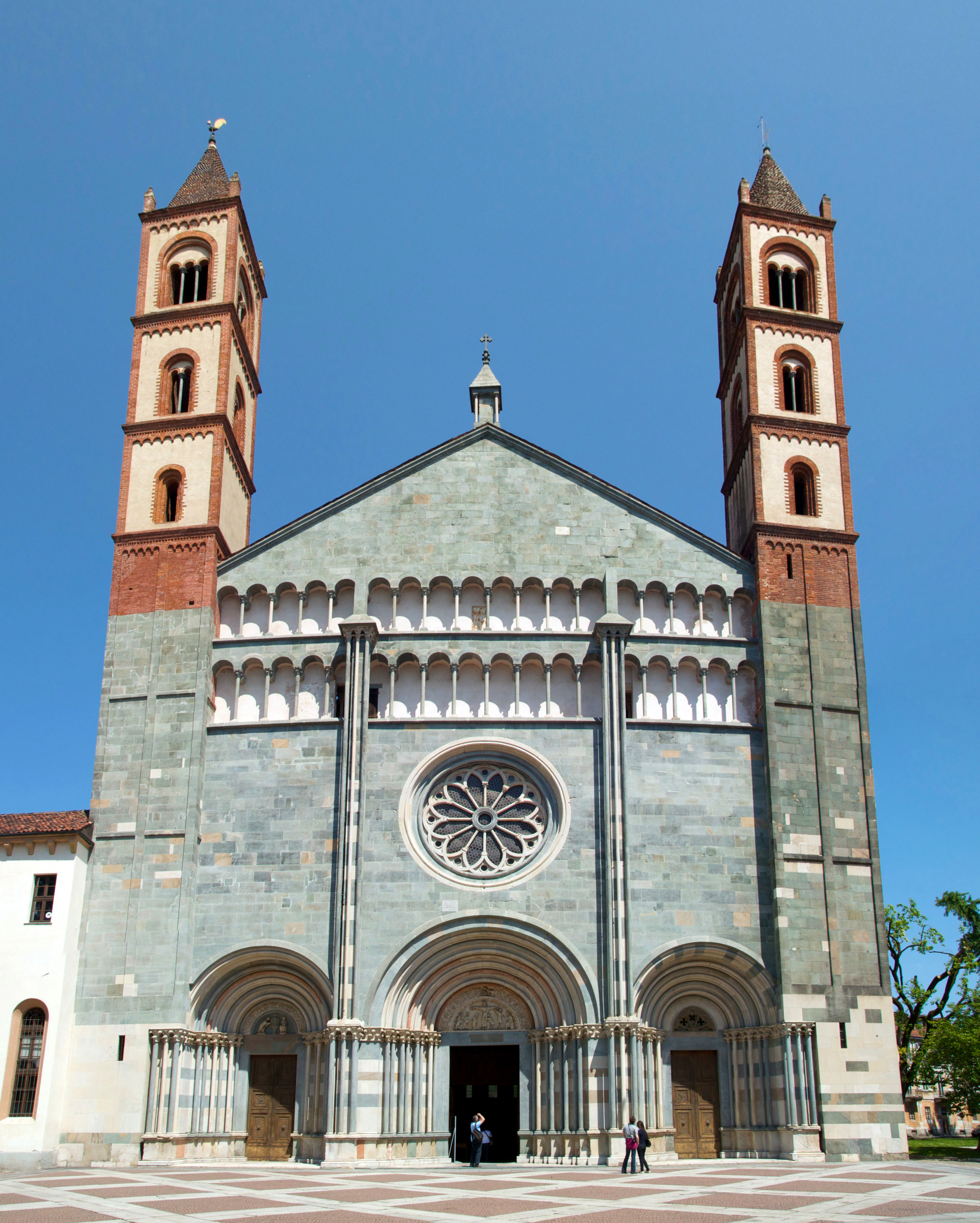
Fassade der Basilika

Die Fassade der Basilika besticht durch ihr farbliches Gleichgewicht, das durch die Verwendung von grünem Stein aus dem Pralungo, blondem Kalzarenit aus dem Monferrato und Serpentin aus Oria in Valsolda erreicht wurde. Diese Farbtöne werden durch das Rot der Terrakotta und das Weiß des Verputzes im oberen Teil der Zwillingsglockentürme, die die Fassade einrahmen, kontrastiert und stehen im Einklang mit der chromatischen Signatur der gesamten Basilika.
Die Form der Fassade ist eine Hommage an die lombardisch-emilianische Romanik mit Elementen wie dem Giebeldach, den Portalen mit Rundbögen, der doppelten Anordnung kleiner Loggien und dem großen Rosettenfenster mit einer zwölfsäuligen Rosette.
Zwei schlanke, gebündelte Pilaster rahmen das zentrale Portal und die darüber liegende Fensterrose ein. Zwei Reihen kleiner Loggien mit kleinen Säulen und Zierkapitellen durchziehen die Fassade von einem Glockenturm zum anderen und begrenzen das Tympanon im unteren Bereich, an dessen Spitze sich eine elegante Ädikula befindet.
Die beiden seitlichen Glockentürme bestehen bis fast zur Höhe des Tympanons aus demselben Steinmaterial wie die Fassade, sind dann aus Ziegeln gemauert und setzen sich nach oben hin mit weiß verputzten Spiegeln (die durch die übliche Abfolge von ein-, zwei- und dreibogigen Fenstern geöffnet werden) und roten Gesimsen mit Hängebögen aus Terrakotta fort. Die pyramidenförmigen Spitzen der beiden Glockentürme bestehen aus dunklen Ziegeln; auf dem linken befindet sich ein Hahn aus Schmiedeeisen und Kupfer, Symbol der Wachsamkeit, auf dem rechten steht das Andreaskreuz.
Relief der zentralen Lünette mit dem Martyrium des Heiligen Andreas
Man betritt die Basilika durch drei Portale im romanischen Stil, die sich stark verbreitern und mit vier Reihen von Säulenpaaren und Bögen in verschiedenen Farben verziert sind (es wurde auch roter Marmor aus Verona verwendet).
Von großem künstlerischem Interesse sind die plastischen Reliefs in der Lünette des mittleren und des linken Portals, die aus den Jahren der Errichtung der Kirche stammen. Die zentrale Lünette zeigt (wie die auf dem Architrav eingravierte Inschrift in halbgotischen Buchstaben genau angibt) die Szene des Martyriums des hl. Andreas. In der Mitte ist die Figur des hl. Andreas zu sehen, der in Anlehnung an die Kreuzigung Jesu an einem grob gefertigten Kreuz gekreuzigt wird; rechts befiehlt der Prokonsul von Achaia Aegea zwei seiner Schergen, den Märtyrertod zu vollstrecken; links die christliche Jungfrau, die den Leichnam des Heiligen zusammen mit zwei Anbetern bestattet; in der mit Blumenschmuck verzierten Archivolte ist ein Engel dargestellt, der die Seele des Heiligen in den Himmel trägt.

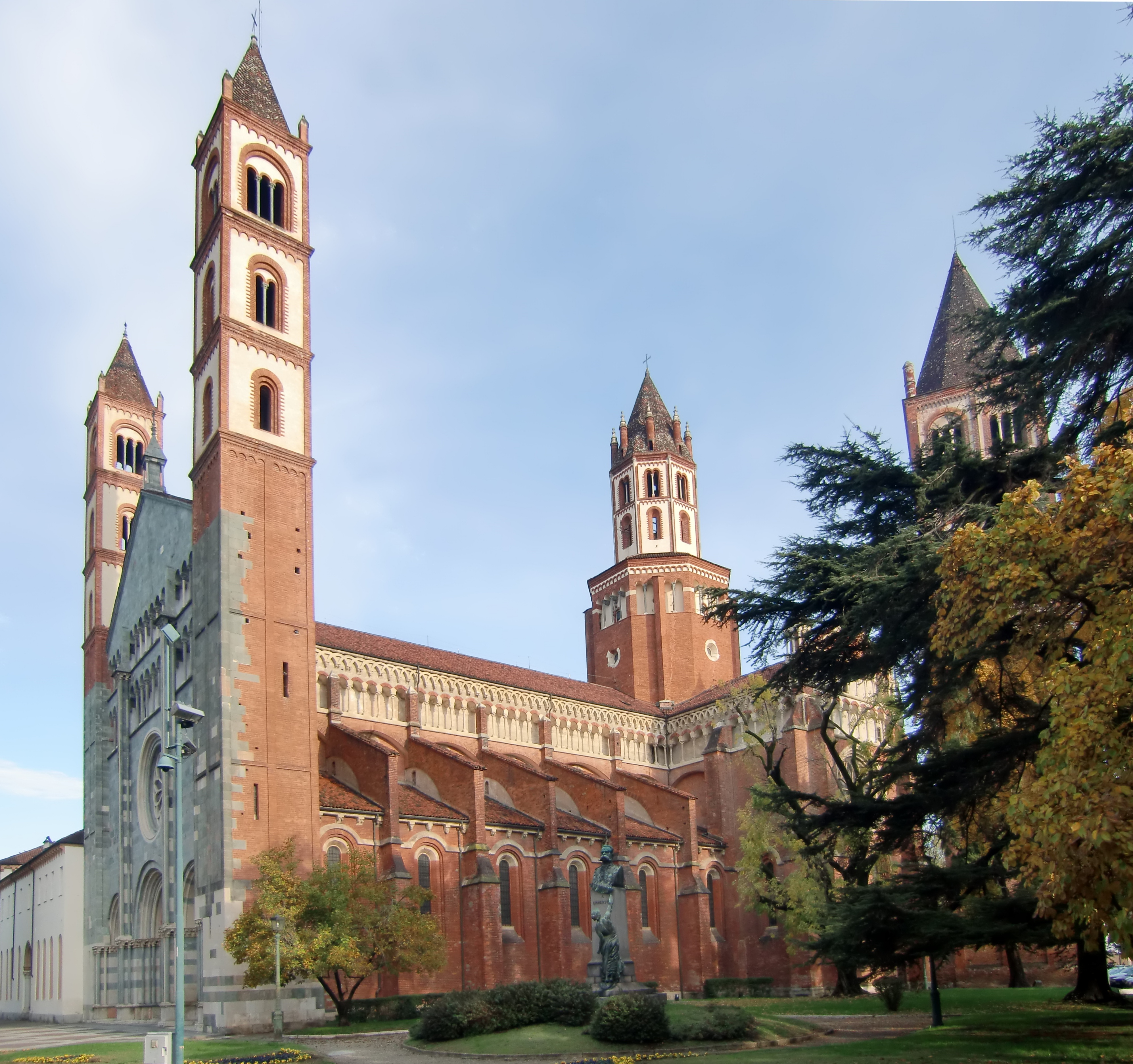
Blick auf den rechten Teil der Basilika

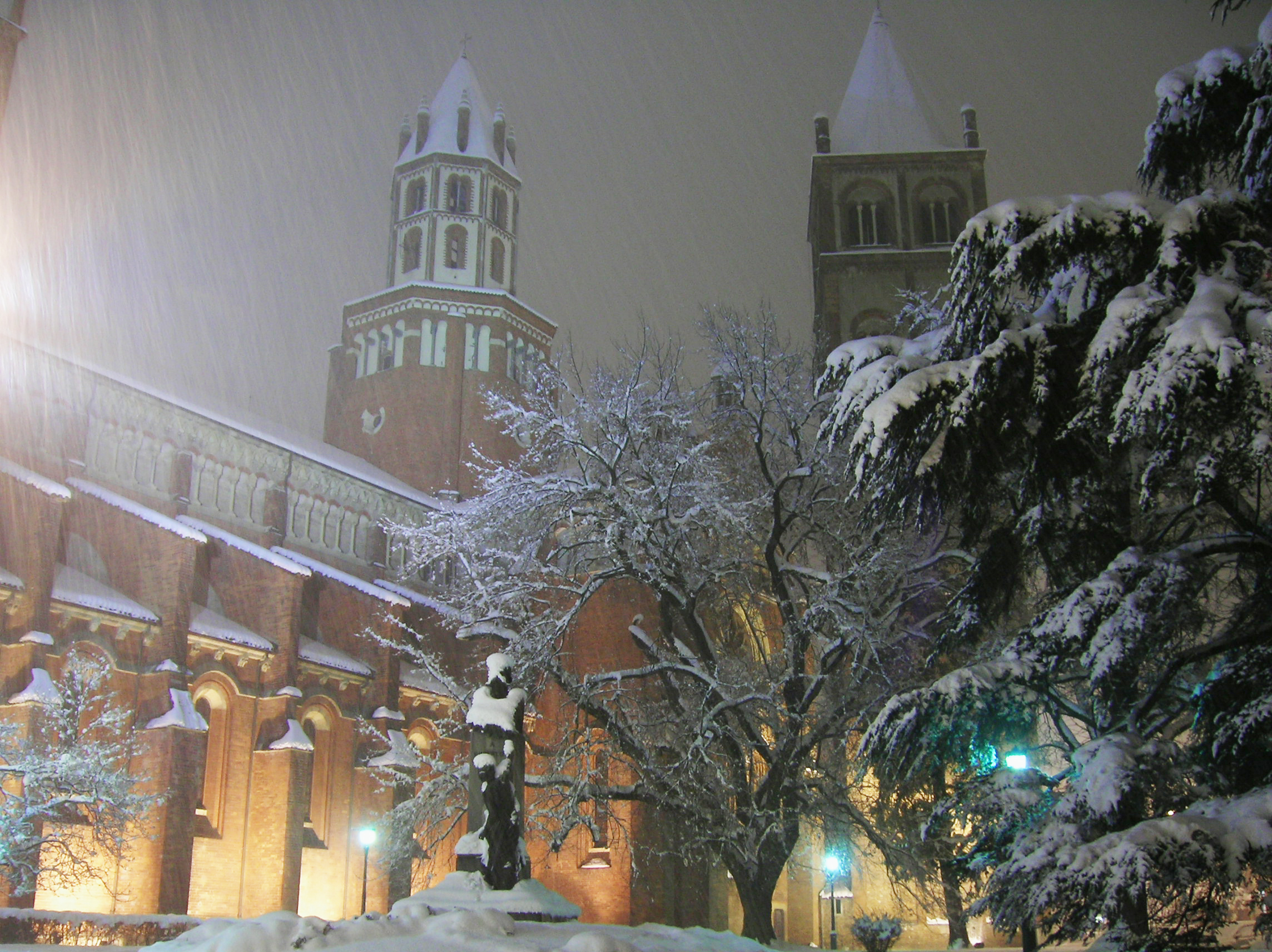
Die Basilika unter dem Schnee

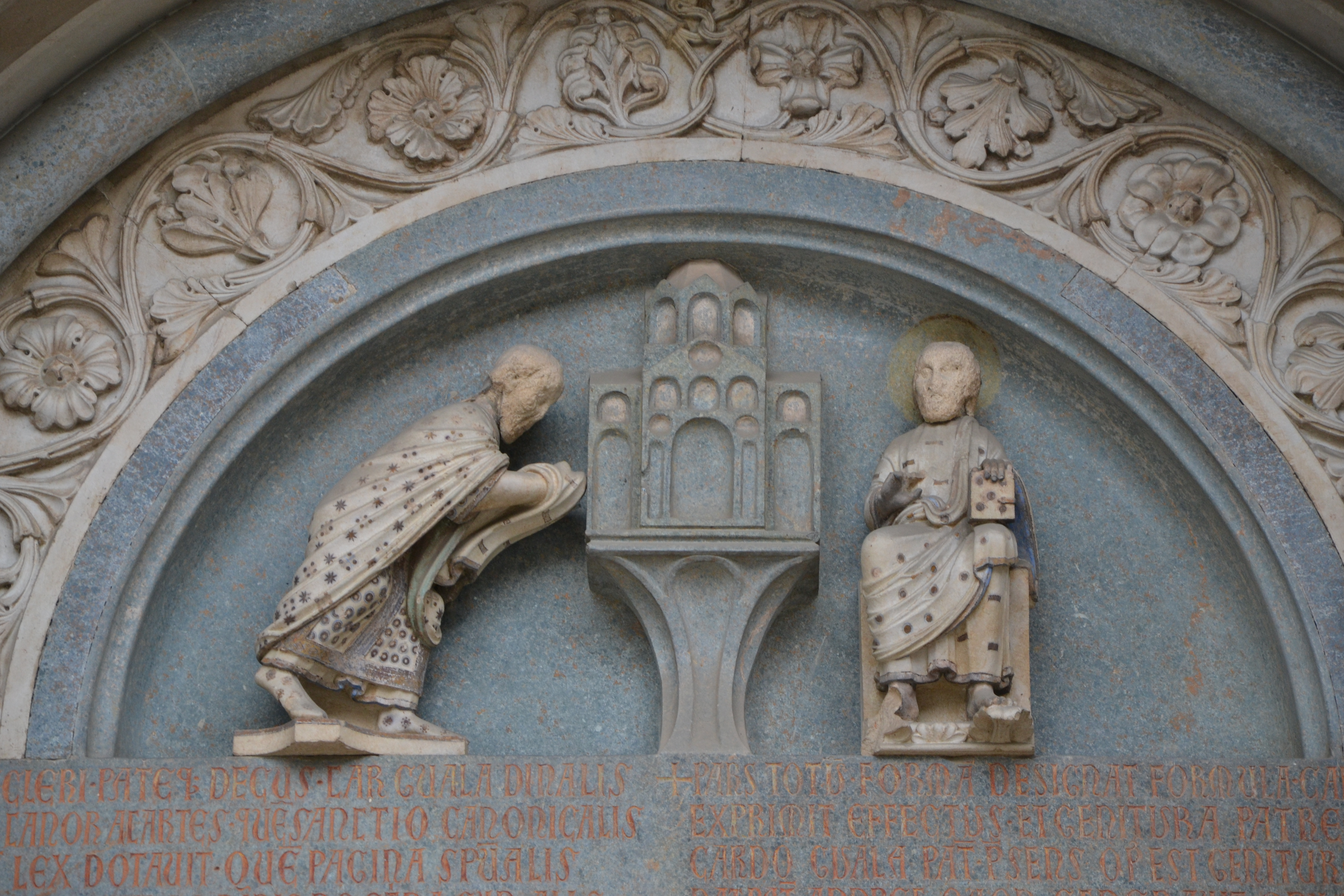
Guala Bicchieri opfert die Kirche dem thronenden Heiligen Andreas

Die linke Lünette, die im 19. Jahrhundert restauriert wurde, stellt die Szene dar, in der Kardinal Guala Bicchieri die Kirche dem thronenden hl. Andreas übergibt. Eine auf dem Architrav eingravierte Widmungsinschrift beginnt mit dem Vers „Lux cleri patriaeque decus“ und setzt sich mit einer ausführlichen Lobrede auf die Tugenden des Kardinals fort, was darauf schließen lässt, dass das Relief nach 1227, dem Todesjahr Bicchieris, entstanden ist. Die Lünette auf der rechten Seite weist eine (nicht dem Original entsprechende) Verzierung mit radial angeordneten Säulchen und Dreiblattbögen auf.
Der Urheber der beiden Skulpturengruppen kann vielleicht in Benedetto Antelami oder, was wahrscheinlicher ist, in Meistern aus der  Baptisteriums in Parma gesehen werden, die Anhänger von Antelami waren.
Die mächtige Masse des Gebäudes wird durch eine Kombination von dekorativen Elementen und Farben aufgelockert und erhält eine nüchterne Eleganz, die dem Gebäude ein markantes Aussehen verleiht. Eine Galerie mit kleinen Säulen und Zierkapitellen verläuft entlang des gesamten Umfangs und verlängert die untere Loggia der Fassade. Sie wird von einer Dekoration aus Hängebögen gekrönt, die sich paarweise kreuzen und auf Kragsteinen ruhen, die mit Figuren von Köpfen, fantastischen Tieren und Pflanzenmotiven verziert sind. Diese Elemente bilden ein weißes Band unter der Dachschräge, das sich von dem Rot der Ziegel abhebt.
Der Kontrapunkt zwischen Weiß und Rot prägt auch das Erscheinungsbild des Tiburios (ebenfalls durch eine Loggia aus schlanken Säulen gemildert) und des darüber liegenden Glockenturms mit seinen weißen Spiegeln, die durch ein- und zweibogige Fenster geöffnet werden, und den roten Gesimsen, die seine Höhe markieren, bis hin zur dunklen Endspitze und den sie umgebenden Fialen.
Ähnliche dekorative Elemente mit zwei sich überschneidenden Loggien und Ädikulae an den Spitzen des Tympanons schmücken die Außenseite der Enden der Querschiffsarme und der Apsis; an letzterer sind die Rosette und die drei großen einbogigen Fenster mit Doppelsprossen bemerkenswert.
Auch der Campanile, der sich etwas abseits auf der rechten Seite der Kirche erhebt und mit 65 Metern der höchste der Stadt ist, steht leicht schräg zum rechten Querschiff, obwohl er zu Beginn des 15. Jahrhunderts erbaut wurde, und weist Formen und Farben auf, die sich harmonisch in die Basilika einfügen.

## Innenbereich

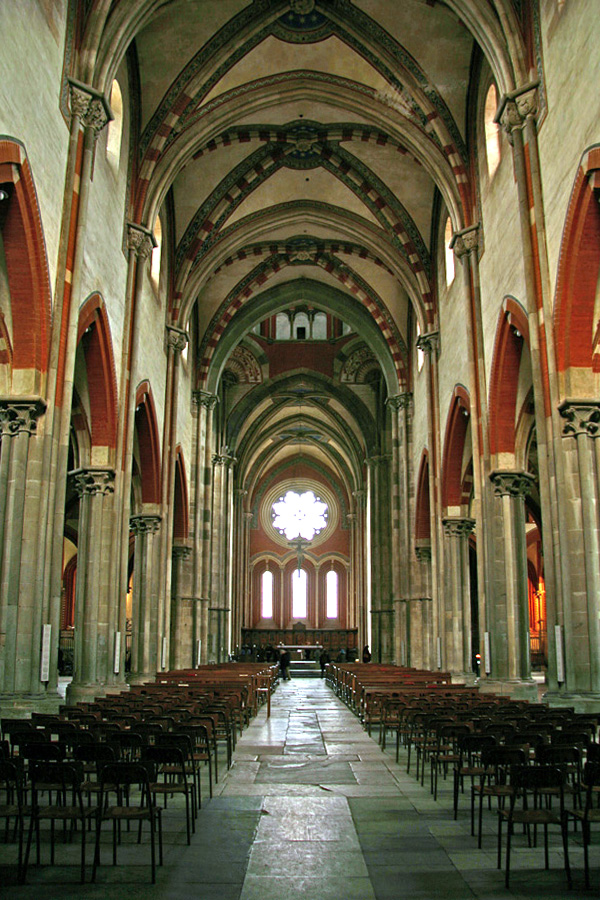
Blick auf das Kirchenschiff

Das Innere der Basilika mit ihren drei Schiffen, dem Querschiff, dem hohen Tiburio und dem Chor ist in reinem gotischem Stil gehalten. Die drei Schiffe sind durch Spitzbögen geteilt, die von gebündelten Pfeilern mit einem zylindrischen zentralen Element getragen werden, das von acht kleinen Säulen umgeben ist, deren Glieder an den Wänden entlang ansteigen, bis sie sich mit den Rippen der gotischen Kreuzgewölbe verbinden, die die verschiedenen Joche markieren, rechteckig im Mittelschiff, quadratisch in den Seitenschiffen. Die Innenräume werden durch die zweifarbige Färbung der Stürze und der verschiedenen Elemente hervorgehoben. Zusammen mit dem Rot der Spitzbögen bildet dies einen deutlichen Farbkontrast zum Weiß der kahlen Wände und unterstreicht die architektonischen Strukturen auf reizvolle Weise.
Das rechte Seitenschiff wird von sechs einbogigen Fenstern erhellt, während das linke Seitenschiff von ebenso vielen Oculi erhellt wird, die auf der Kreuzgangseite geöffnet sind. Zwei Apsiskapellen öffnen sich an jedem der beiden Arme des Querschiffs.
Am Schnittpunkt von Schiff und Querschiff erhebt sich das Tiburio. Die vier Hängezwickel, die die Verbindung zwischen dem Tiburio und dem darunter liegenden Bauwerk markieren, sind mit einzelnen kleinen Säulen verziert, die auf figürlichen Kragsteinen ruhen, die sich bis zu den konischen Trompeten des Tiburios erheben, wo auf anderen Steinkragsteinen Skulpturen der Antelami-Schule zu sehen sind, die die vier Symbole der Evangelisten darstellen. Die Kragsteine werden wiederum von einer kuriosen Freskendekoration mit Fächern und Wirbeln gekrönt. Weiter oben, entlang der acht Wände des Tiburios, befindet sich eine Galerie mit Blindbögen (drei auf jeder Seite), die dem von acht Segmenten markierten Kuppelgewölbe vorausgeht.
Jenseits des Scheitelpunkts in der Apsis, die das Kirchenschiff in Längsrichtung abschließt, befindet sich der große rechteckige Chor, der von einer Rosette und drei großen einbogigen Fenstern reichlich beleuchtet wird und mit hölzernen Chorgestühl aus dem frühen 16. Jahrhundert.

## Ausstattung

### Kunstwerke

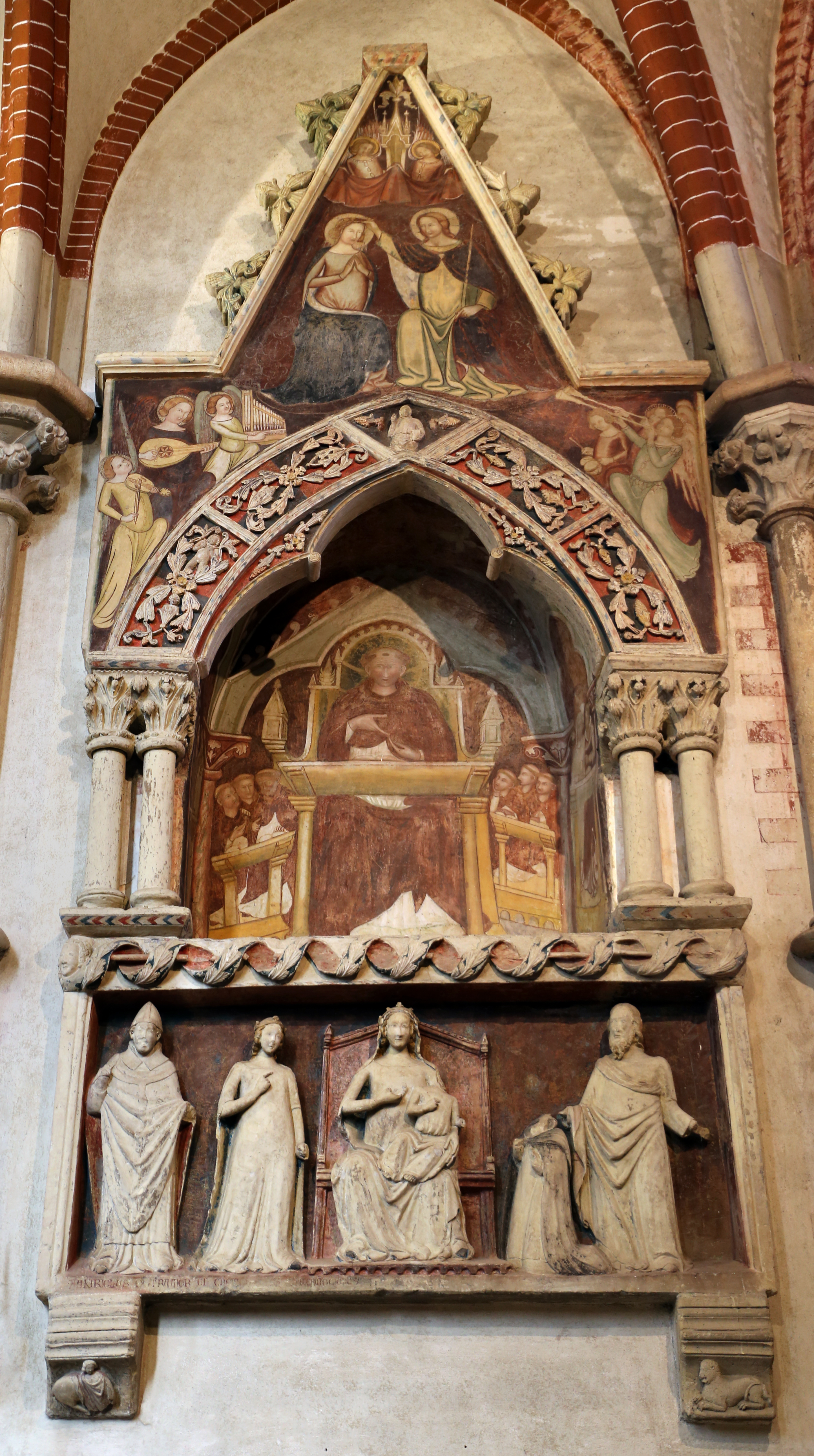
Grabdenkmal des Abtes Thomas Gallus

Das Innere der Basilika ist abgesehen von den farblichen Akzenten der hoch aufragenden gotischen Spannung der Bögen und Gewölbe eher schmucklos.
Zu den hier aufbewahrten Kunstwerken gehört das Grabdenkmal für Thomas Gallus, den Abt aus Paris, dem Kardinal Bicchieri die errichtete Abtei anvertraute und der in Vercelli ein wichtiges Zentrum der theologischen Reflexion gründete. Das Denkmal, das sich in der letzten Kapelle auf der rechten Seite mit Blick auf das Querschiff befindet, stammt etwa aus der Mitte des 14. Jahrhunderts. Auf der Vorderseite des Sarkophags befindet sich eine Gruppe von Hochreliefs (von denen einige heute verstümmelt sind): in der Mitte die Madonna mit dem Kind; rechts das Relief des Abtes Thomas, der fromm kniet und vom Apostel Andreas der Jungfrau vorgestellt wird; links die Figuren der heiligen Katharina von Alexandria (Schutzpatronin der philosophischen Studien) und des Pseudo-Areopagiten Dionysius (dessen mystischer Theologie Thomas besondere Studien gewidmet hatte).
Über dem Sarkophag befindet sich eine elegante Nische, die ein Fresko der lombardischen Schule beherbergt, das den Abt Thomas in einer Kathedra darstellt; Figuren von musizierenden Engeln umgeben den Türsturz der Nische. Der Autor wird gemeinhin als Meister des Grabes von Thomas Gallus bezeichnet.
In der ersten Kapelle am linken Arm des Querschiffs befindet sich ein bemaltes Holzkruzifix, das wahrscheinlich auf das Ende des 15. Jahrhunderts zurückgeht und möglicherweise von einem Künstler aus dem Valsesia stammt.

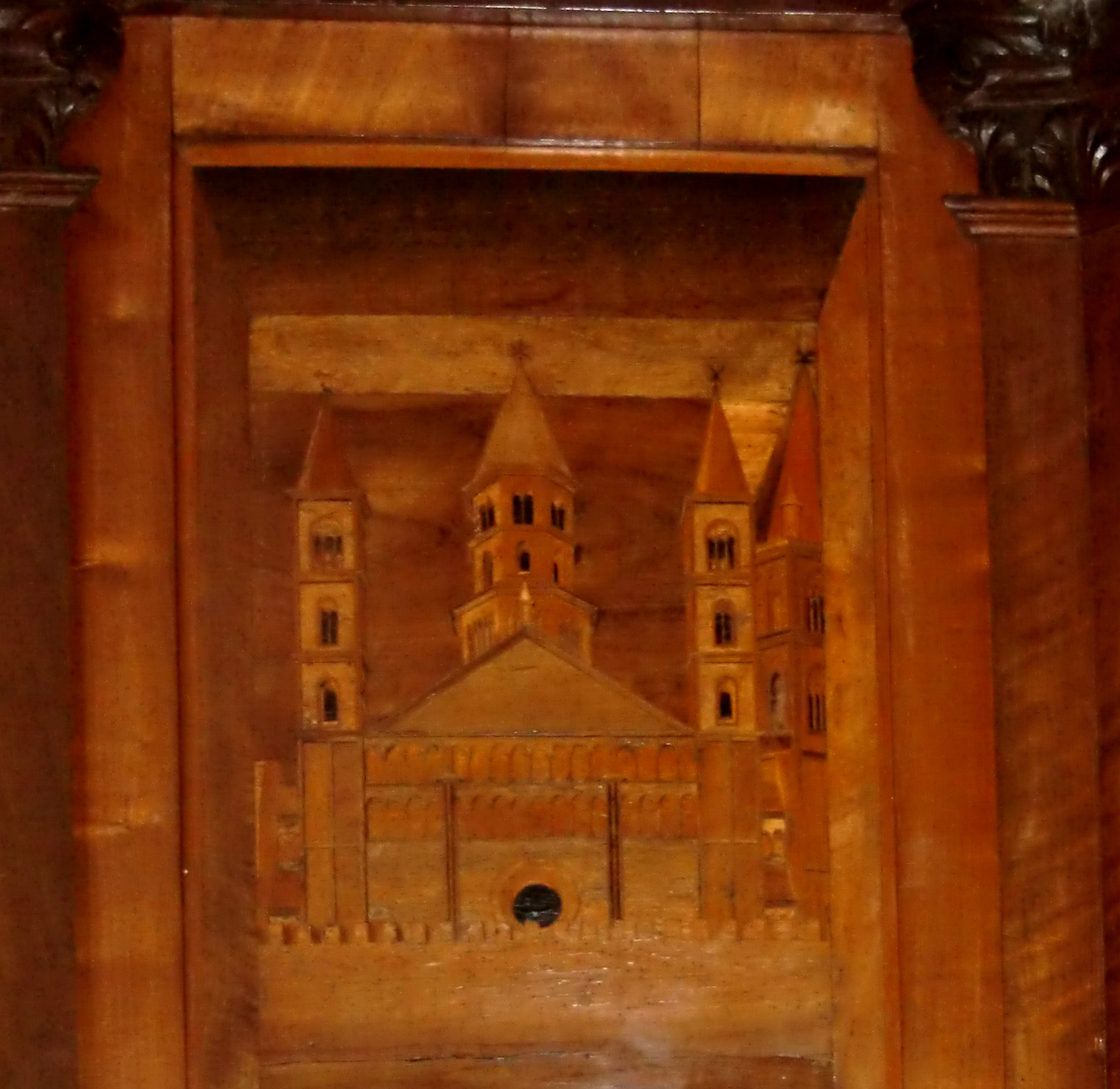
Paolo Sacca, Intarsie mit der Fassade der Basilika, um 1511.

Von besonderem Interesse ist das hölzerne Chorgestühl. Es wurde ab 1511 von dem Cremoneser Tischler Paolo Sacca hergestellt. Das 1802 bei der Aufhebung der Orden beschädigte Gestühl wurde 1829 von dem Vercelli-Schreiner Ignazio Revelli restauriert. Fünfundzwanzig Intarsien von Paolo Sacca sind erhalten geblieben: Auf dem mittleren Chorgestühl befindet sich die Intarsie des hl. Andreas; die anderen vierundzwanzig bilden eine interessante Theorie von Stillleben, liturgischen Gegenständen und Ansichten von Stadtlandschaften. Auf einem von ihnen ist auch die Fassade der St.-Andreas-Basilika dargestellt.

### Orgel
Auf der hölzernen Chorempore in der Gegenfassade befindet sich die Orgel, die 1839 vom Orgelbauer Luigi Maroni Biroldi aus Bosino gebaut wurde.
Das Instrument mit voll mechanischer Übertragung hat eine Fensterkonsole, mit zwei Manualen, große Orgel die zweite (61 Tasten, C-Do Erweiterung), Echo die erste (56 Tasten, F-Do Erweiterung) und nicht-originale 27-Ton-Pedal.

## Kreuzgang

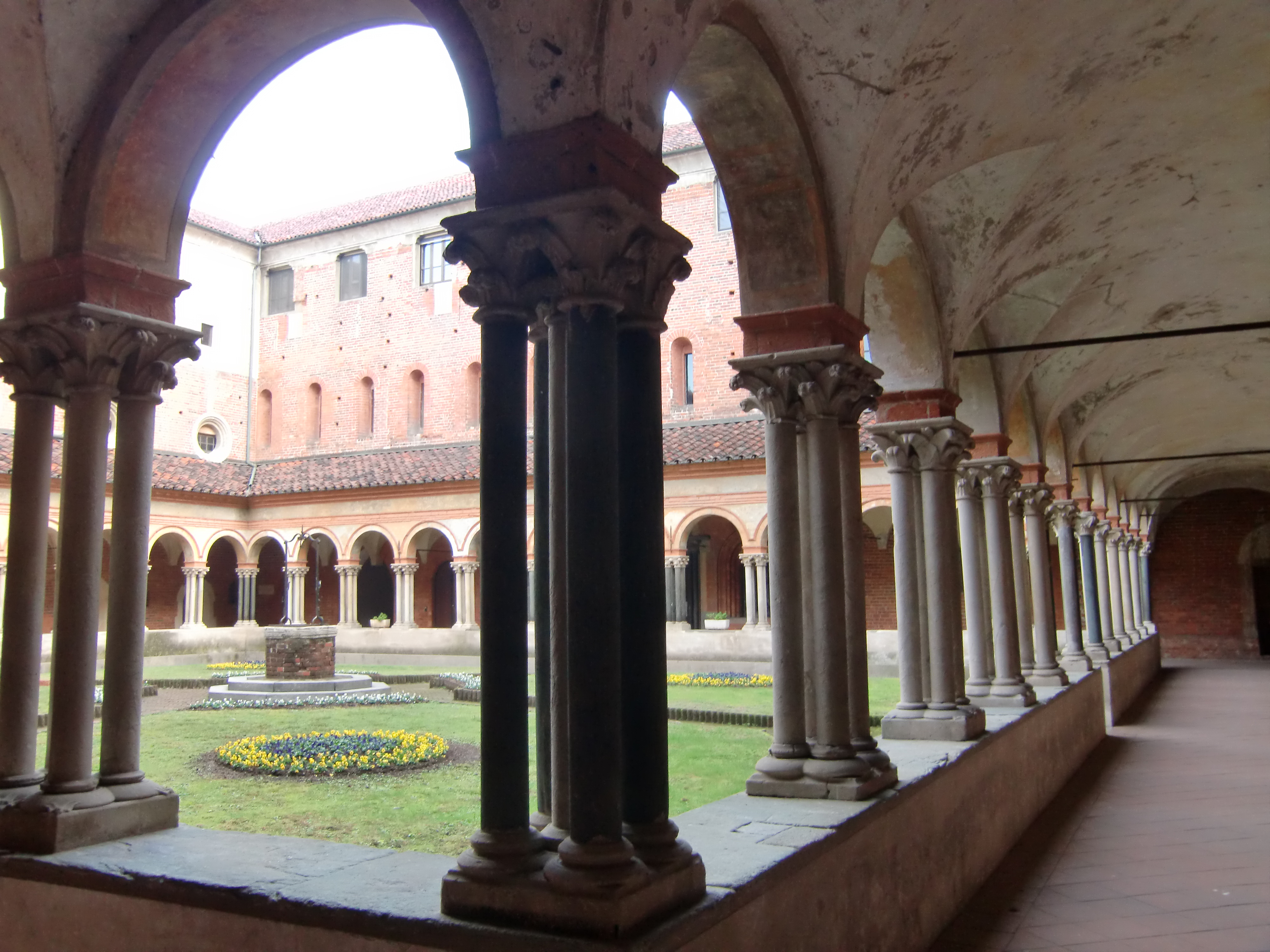
Blick auf den Kreuzgang

Rechts von der Basilika befand sich das von Bicchieri erbaute Kloster. Von den alten Gebäuden, die noch bewundert werden können, sind der prächtige Kapitelsaal (mit vier zentralen Säulen, die die Rippen der neun Gewölbebögen stützen) und der in der Mitte der Klosteranlage errichtete Kreuzgang zu erwähnen, auch wenn er umgebaut wurde.
Eine Renovierung des Kreuzgangs fand im 16. Jahrhundert statt und betraf die Überdachung der Gänge, die ursprünglich ein schräges, von Holzbindern getragenes Dach haben sollten; bei dieser Gelegenheit entschied man sich, die Säulen des alten Kreuzgangs wieder zu verwenden. Die Struktur des im 16. Jahrhundert errichteten neuen Kreuzgangs ist die heute sichtbare: Sie zeichnet sich durch Rundbögen und Kreuzgewölbe aus, die von den ursprünglichen kleinen Säulen getragen werden, die in Vierergruppen angeordnet sind und auf einem einzigen Sockel ruhen. Die Kapitelle sind gehäkelt, was einer einheitlichen stilistischen Wahl entspricht, die auch alle kleinen Säulen betrifft, die das Äußere der Basilika schmücken. In den Bögen sind die Reste von Fresken mit geometrischen und grotesken Motiven zu sehen.
Ebenfalls aus dem 16. Jahrhundert stammen die Terrakottagesimse, die die Bögen zum großen Innenhof mit dem Brunnen schön betonen.
Das Portal, das den Kreuzgang mit dem linken Schiff der Basilika verbindet, wurde wiederhergestellt. Die Portallünette (ursprünglich am Eingang zum Kapitelsaal) zeigt bedeutende Reliefs aus dem 13. Jahrhundert mit dem Agnus Dei, umgeben von den Figuren des Täufers und des  Evangelisten Johannes. Von besonderem Interesse ist rechts vom Portal ein Sockel mit einem Becken, das aus einem Regal herausragt, das zwei Paare kleiner Säulen trägt, die von einem Dreiblattbogen überragt werden; in der Mitte über dem Becken befindet sich ein Relief mit pflanzlichen Motiven und einer Hand, die das Kreuz Christi hält.
Vom Kreuzgang aus bietet sich ein eindrucksvoller Blick auf die linke Seite der Basilika mit den das Seitenschiff beleuchtenden Oculi, den über dem Kirchenschiff aufragenden Schwibbögen, den geschnitzten Tuffsteingesimsen und dem majestätischen Tiburio, das vom Glockenturm überragt wird.